# Barry Morse

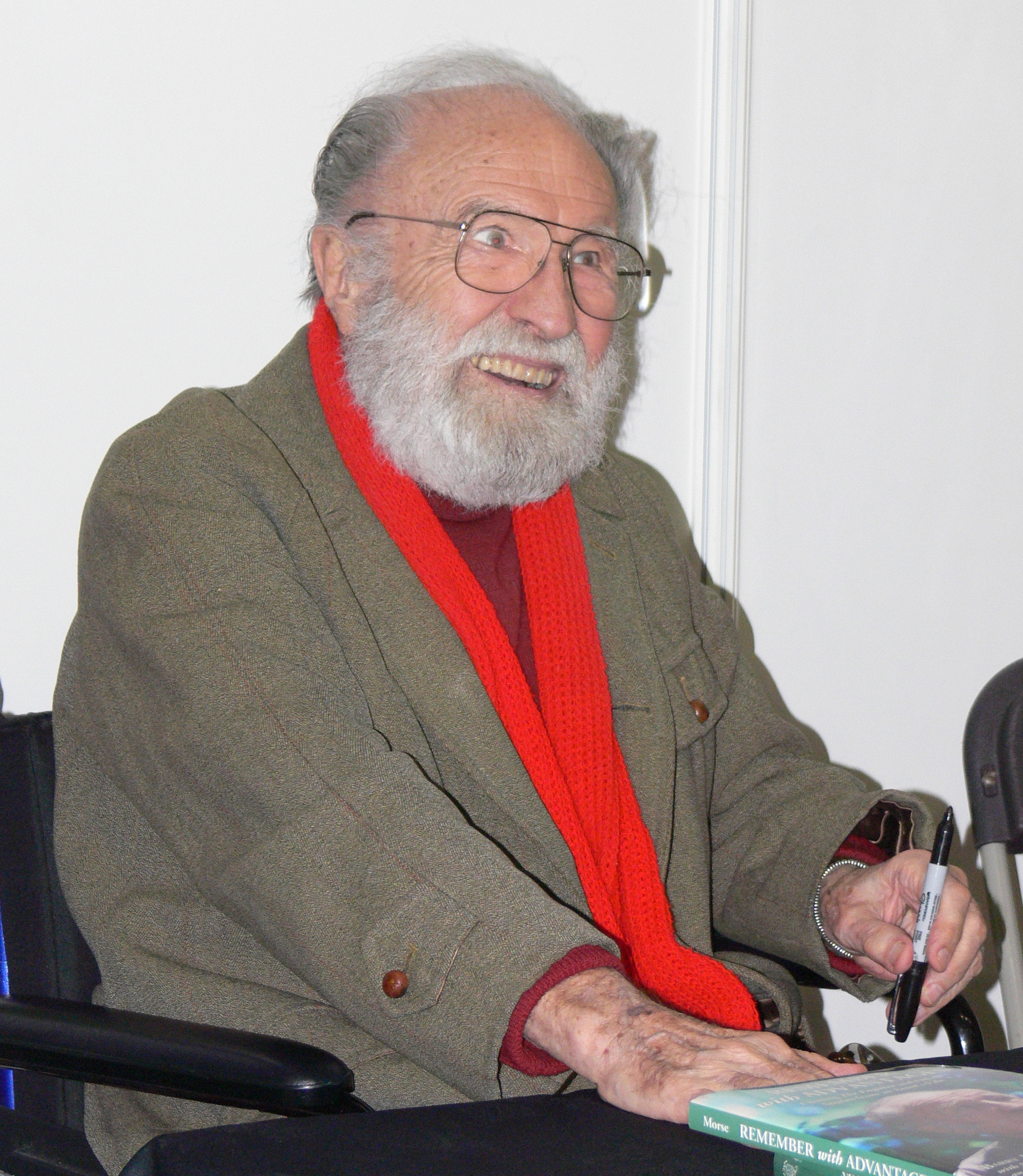
Barry Morse

Barry Morse, născut Herbert Morse (n. 10 iunie 1918, Londra, Regatul Unit - d. 2 februarie 2008) a fost un actor britanic de film și teatru. El a devenit mai cunoscut în România prin serialele The Saint (Sfântul) 1963-1969 și The Fugitive (Evadatul) 1963-1966.

## Filmografie
- The Goose Steps Out (1942) cu Will Hay
- Thunder Rock (1942)
- This Man Is Mine (1946)
- Daughter of Darkness (1948)
- No Trace (1950)
- The Fugitive (serial, 1963-1966) - Lt Philip Gerard
- Kings of the Sun (1963)
- Justine (1969)
- Puzzle of a Downfall Child (1970)
- The Telephone Book (1971)
- Running Scared (1972)
- Asylum (1972)
- Welcome to Blood City (1977)
- Love at First Sight (1977)
- Power Play (1978)
- The Shape of Things to Come (1979)
- Klondike Fever (1980)
- The Changeling (1980)
- Funeral Home (1980)
- The Hounds of Notre Dame (1980)
- A Tale of Two Cities (1980)
- Murder by Phone (1982)
- Glory! Glory! (1989)
- Al lupo al lupo (1992)
- Promise Her Anything (1999)